# ويليام بيل (مغني)
ويليام بيل (بالإنجليزية: William Bell)‏ هو مغني ومغن مؤلف أمريكي، ولد في 16 يوليو 1939 في ممفيس في الولايات المتحدة.

## وصلات خارجية
- الموقع الرسمي
- ويليام بيل على موقع IMDb (الإنجليزية)
- ويليام بيل على موقع ألو سيني (الفرنسية)
- ويليام بيل على موقع ميوزك برينز (الإنجليزية)
- ويليام بيل على موقع أول موفي (الإنجليزية)
- ويليام بيل على موقع أول موفي (الإنجليزية)
- ويليام بيل على موقع قاعدة بيانات الأفلام السويدية (السويدية)
- ويليام بيل على موقع إن إن دي بي (الإنجليزية)
- ويليام بيل على موقع أول ميوزيك (الإنجليزية)
- ويليام بيل على موقع ديسكوغز (الإنجليزية)
- ويليام بيل على موقع كينوبويسك (الروسية)
- ويليام بيل على موقع كينوبويسك (الروسية)